# Wisząca Świątynia
Wisząca Świątynia (także Wiszący Klasztor; chin. upr.: 悬空寺; chin. trad.: 懸空寺; pinyin: Xuánkong Sì) – świątynia w Chinach, w prowincji Shanxi, ok. 80 km na południowy wschód od miasta Datong. Kompleks znajduje się na wysokości ok. 50–60 m nad ziemią, na zboczu Heng Shan, jednej z pięciu wielkich gór taoizmu.
Wiszącą Świątynię zbudowali czternaście wieków temu władcy Północnej dynastii Wei, a w okresie dynastii Ming dokonano jej przebudowy. Obecny kształt nadano budowli za rządów dynastii Qing.
W naturalnych jaskiniach i zagłębieniach skalnych wykuto ponad 40 pawilonów składających się na świątynię, a następnie dobudowano do nich drewniane fasady. Całość połączona jest za pomocą kładek i mostów. Wewnątrz Pawilonu Trzech Religii znajdują się, siedzące obok siebie posągi Konfucjusza, Buddy Siakjamuniego i Laozi, a więc symbole trzech najważniejszych chińskich religii: buddyzmu, konfucjanizmu i taoizmu. Inne pomieszczenia przyozdobiono około 80 rzeźbami i wieloma barwnymi malowidłami, stworzonymi na ścianach. Figury wykonano w kamieniu, terakocie, glinie, a także brązie i żelazie.